# Corp Naomh
Corp Naomh ([kɔɾˠpˠ n̪ˠiːvˠ], KORP NEEV, tiếng Anh: Holy or Sacred Body)là một lăng kính chuông Ireland được chế tạo vào thế kỷ 9 hoặc 10 để bao quanh một chiếc chuông tay đã mất, có thể có từ khoảng 600 đến 900 sau Công nguyên và thuộc về một vị thánh Ireland cổ đại. Lăng kính này được tìm thấy lại trước năm 1682 tại tu viện Tristernagh, gần Templecross, quận Westmeath. Với kích thước cao 23 cm (9,1 in) và rộng 12 cm (4,7 in), nó đã được sửa chữa và thêm vào trong giai đoạn tô điểm thứ hai vào thế kỷ 15, bao gồm các tấm đồng đúc và tấm đồng lá lắp trên một lõi gỗ được trang trí bằng bạc, niello và đá thạch anh. Tuy nhiên, tòa lăng kính này đã bị hư hỏng nặng với những tổn thất trải dài trên hầu hết các bộ phận của nó, và khi được phát hiện, một khối gỗ đã được thay thế cho chiếc chuông chính. Những yếu tố còn lại được xem là có giá trị lịch sử và nghệ thuật cao bởi các nhà khảo cổ học và nhà nghiên cứu nghệ thuật.
Theo giai đoạn Trung cổ sớm, tủ thờ này có cây thập trên mặt sau và mũ bán nguyệt tinh xảo, với hình ảnh một giáo sĩ râu cầm sách, được bao quanh bởi những người cưỡi ngựa trên đầu là những con chim lớn, có vẻ như sắp cất cánh. Vào thế kỷ 15 (và có thể là thế kỷ 16), tủ thờ này đã được sửa chữa một cách tỉ mỉ, với việc thêm vào bức tượng thánh giá đồng trung tâm của Chúa Giêsu, bảng vẽ griffin và sư tử, các bảng viền in và tấm lót phía sau. Bức tượng thánh giá bị hư hỏng nặng và đinh tán sứ lớn phía trước được cho là từ ít nhất là thế kỷ 15.
Nguyên gốc thời trung cổ của giá trị này chưa được hoàn chỉnh.Vào năm 1536 cho đến khi nó được chuyển sang sở hữu của các chủ sở hữu người Ai-len sau đó. Corp Naomh lần đầu tiên được trưng bày vào năm 1853 bởi Viện Hàn lâm Hoàng gia Ireland (RIA) và đã được chuyển sang Bảo tàng Quốc gia Ireland vào năm 1887.

## Khám phá và xuất xứ

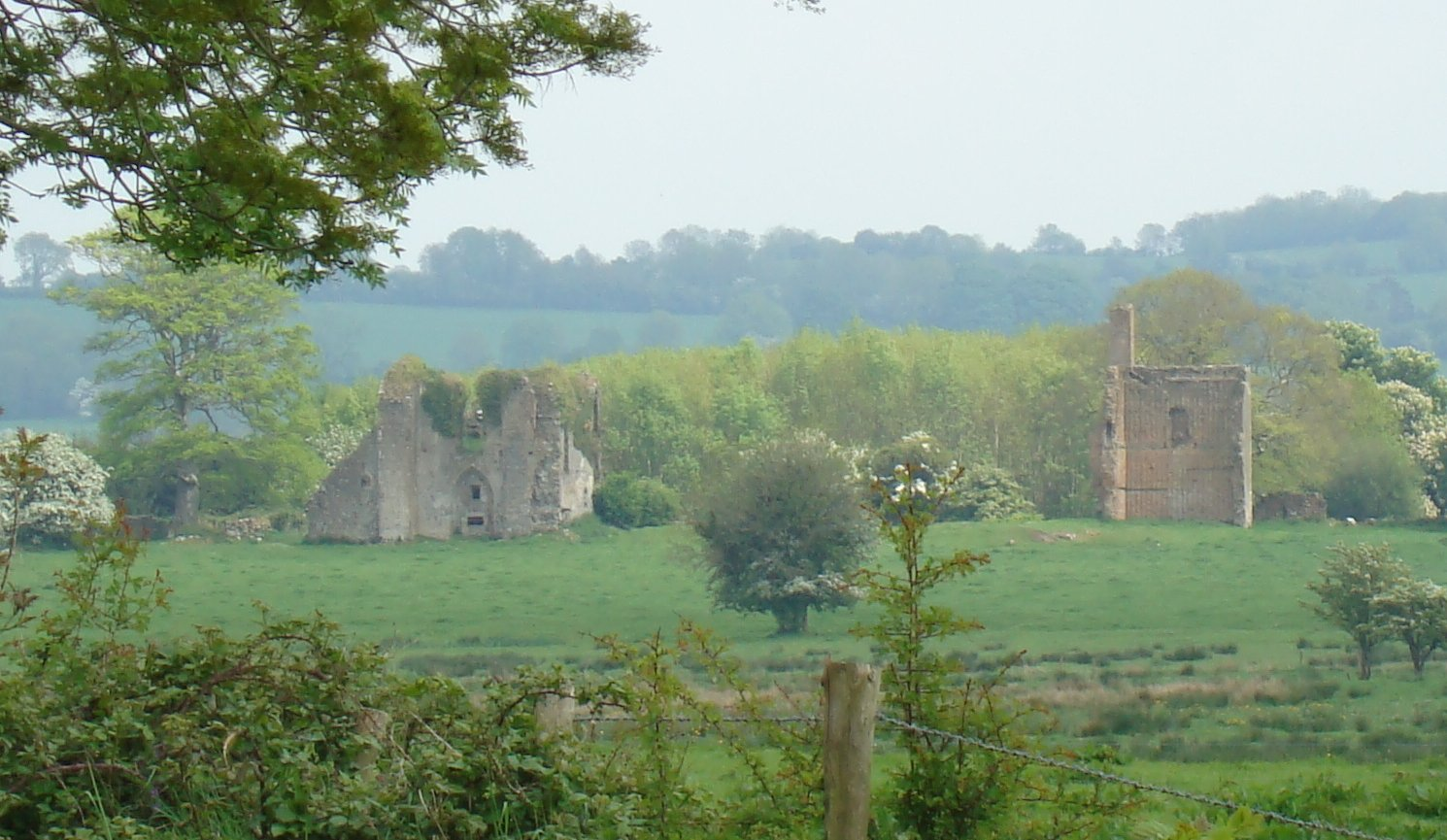
Tàn tích của Tu viện Tristernagh

Cuối cùng, khi mở nắp của Corp Naomh, được tìm thấy ở ruộng của tu viện Tristernagh ở Templecross, Quận Westmeath, người ta phát hiện nó chứa một khối gỗ, được cho là thay thế cho chiếc chuông tay của một vị thánh và có lẽ đã được giữ nguyên vị trí để tránh cho các mảnh kim loại bên trong bị sụp đổ. Việc này được miêu tả trong tác phẩm Chorographical Description of the County of Westmeath của Henry Piers (1629-1691), một chính trị gia và nhà khảo cổ, cũng là chủ sở hữu của khu đất tu viện đó. Tác phẩm được viết năm 1682 và xuất bản lần đầu vào năm 1770. Mặc dù ông nhận ra đồ vật này là một báu vật, nhưng ông cho rằng nó là một thùng chứa bằng tay để giữ một tài liệu nhỏ.
Có thể đưa ra rằng đền thờ này đã có mặt tại thế kỷ 11 hoặc 12, được trang bị một chiếc nón và một cái cờ. Tuy nhiên, các bổ sung hiện đại trên bề mặt chính, bao gồm bức thánh giá và các chi tiết khác, được thực hiện vào thế kỷ 15. Mặc dù nguồn gốc thời Trung cổ sớm của đền thờ này chưa được xác định chính xác, nhưng nó đã trở thành trung tâm thu hút sự chú ý của Piers sau khi các bổ sung hiện đại sớm đã được hoàn tất tại Tristernagh.Có những giả thuyết cho rằng tu viện đã đầu tư vào việc nâng cấp đền thờ này để chuộc lỗi và phục hồi danh tiếng sau khi bị buộc tội phản quốc vào năm 1468. Năm đó, tu viện bị cáo buộc đã cùng với các kẻ thù của Ireland và các nổi dậy người Anh tham gia tấn công và đốt phá thị trấn Taghmon, gây ra nhiều thiệt hại và tiêu diệt nhiều công dân trung thành của vua.
Hiện chưa có nhiều thông tin về nguồn gốc thời kỳ hiện đại sớm của đền thờ này. Sau khi tu viện bị giải thể vào năm 1536. Piers nhận được đền thờ tại Tristernagh từ một người không xác định mà ông mô tả là "một quý ông nghiện niềm tin của Giáo hội La Mã". Ông đã thận trọng để không làm hư hại cấu trúc của đền thờ và không mở nó ra (nó được mở lần đầu tiên vào cuối thế kỷ 19), nhưng nghi ngờ rằng nó chứa "một kinh thánh có kích thước nhỏ hơn" (tức là "kinh thánh túi" hoặc sách phúc âm túi). Ông viết rằng "cho dù có bất cứ điều gì được giấu bên trong nó hay không, tôi tin rằng không ai biết đến điều đó, nhưng đền thờ này ... vẫn được tôn kính rất cao bởi tất cả những người theo giáo hội La Mã sống ở đây". Piers ghi lại rằng đền thờ này có một truyền thống sử dụng để thề nguyện, và ghi nhận rằng nó được tôn kính và có một "tính trang trọng đặc biệt" đến mức bất kỳ người đàn ông nào "phát ngôn dối trá ... chắc chắn sẽ bị phạt một cách đáng sợ".
Corp Naomh là một tác phẩm nghệ thuật quan trọng trong lịch sử nghệ thuật Ireland. Lần đầu tiên được giới thiệu tại Triển lãm Công nghiệp Ireland tại Cork vào năm 1852, tác phẩm này đã thu hút sự chú ý của giới nghệ thuật cùng với các tác phẩm Insular mới được khám phá, bao gồm Cathach, Shrine của Thánh Manchan và Cross of Cong.Năm 1868, Viện Hàn lâm Hoàng gia Ireland (RIA) đã mua lại tác phẩm này với giá 21 bảng từ Công ty Hodges Figgis & Co. trên đường Grafton, Dublin. Sau đó, nó đã được quyên góp vào năm 1887 cho Bảo tàng Quốc gia Ireland.

## Chức năng

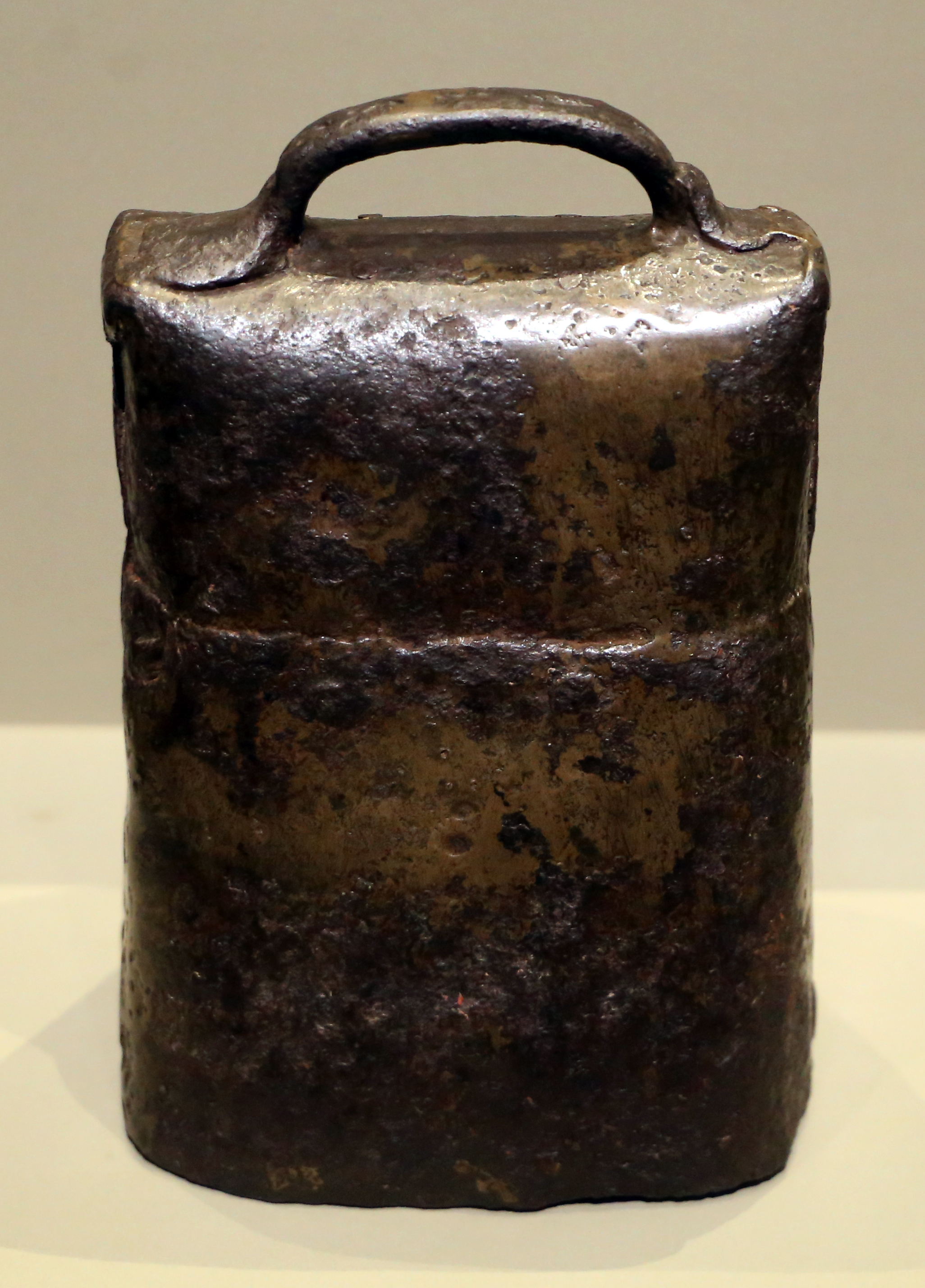
St. Patrick's bell, k. 500; enshrined k. 1100

Các chiếc chuông tay đã được sử dụng từ thời kỳ Sơ kỳ Trung Cổ ở Ireland nhằm triệu tập các tu sĩ đến cầu nguyện. Về sau, những chiếc chuông này đã trở thành biểu tượng đại diện cho hội giáo sĩ và được liên kết với các thánh. Đến thế kỷ 11,những chiếc chuông quan trọng hơn từ thời kỳ 600-900 được coi là những mảnh thánh tích có khả năng chữa bệnh, bảo đảm lời thề hoặc mang lại may mắn.Một số ít trong số này đã được bảo tồn vào cuối thế kỷ 11 và đầu thế kỷ 12, trong thời kỳ đóng khung các thánh tích bởi các thợ kim hoàn cao cấp đang ở đỉnh cao. Tương tự như các Cumdachs (thánh cúng hình sách) và các lồng chuông hình nhà.Hầu hết các bọc lồng chuông trang trí, bao gồm Corp Naomh, có hình dạng chung của một chiếc chuông tay trụ và được đánh vòm với một lưỡi cong bao quanh hình dạng của một tay cầm. Các lồng chuông này được coi là những vật phẩm quý giá và mang đầy đủ tính trang trọng.
Tên gọi "Corp Naomh" là một thuật ngữ đương đại, dịch từ tiếng Ireland với nghĩa là "thân thể thánh". Thuật ngữ này được lấy cảm hứng từ hình ảnh trung tâm quan trọng của Chúa Giêsu trên thập giá. Với chiều cao khoảng 23 cm (9,1 inch), chiếc chuông này có kích thước tương đương với một Kinh Thánh túi và từng được xem như là một thùng chứa. Về hình dáng và kích thước, đây được xem là một trong những chiếc chuông tay "Lớp 1" theo phân loại của nhà khảo cổ học Cormac Bourke. Theo đó, những chiếc chuông này được sản xuất từ năm 600 đến 900 bằng sắt phủ đồng, chủ yếu tại Tây Trung Bộ của Ireland.